# تئودوسیوس بیثینی
تئودوسیوس بیثینی (به زبان یونانی: Θεοδόσιος) ستاره‌شناس یونان باستان و ریاضی‌دانی است که در نیمهٔ دوم قرن دوم پیش از میلاد یا قرن اول پیش از میلاد می‌زیسته است و کتاب موسوم به «اُکَر ثاوذوسیوس» یا «الاُکر» (Sphaerics)،  در موضوع هندسهٔ کروی از اوست.

## زندگی
تئودوسیوس در طرابلس چشم به جهان گشود. ویترویوس از او به عنوان پدیدآورندهٔ ساعت آفتابی که برای هر نقطه از زمین مناسب است، یاد کرده‌است.
کتاب اکر یا کرویات او برای نجوم کروی ارائه شده‌است و ممکن است بر گرفته از فعالیت‌های اودوکسوس کنیدوسی باشد. این کتاب در قرن دهم میلادی به عربی ترجمه شد و در خاورمیانه و ایران حاشیه‌های بسیار بر آن نوشته شده است. 
فرانسیسکو مارولیکو آثار او را در قرن شانزدهم به لاتین ترجمه کرد. افزون بر کرویات دو اثر دیگر از وی به جامانده است. این آثار شامل «در سکونت» (On Habitations)، که ظواهر آسمان را در اقلیم‌های مختلف توصیف می‌کند و «در روزها و شب‌ها» (On Days and Nights)، که مطالعه‌ای در مورد حرکت‌های ظاهری خورشید است، می‌شوند.